# Heru Budi Hartono
Vous pouvez aider à l'améliorer ou bien discuter des problèmes sur sa page de discussion.
- Son contenu est rédigé entièrement ou presque à partir d'une seule source. N'hésitez pas à modifier cet article pour améliorer sa vérifiabilité en apportant de nouvelles références dans des notes de bas de page. (Marqué depuis octobre 2024)
- Son introduction est soit absente, soit non conforme aux conventions de Wikipédia. (Marqué depuis octobre 2024)

- Archive Wikiwix
- Bing
- Cairn
- DuckDuckGo
- E. Universalis
- Gallica
- Google
- G. Books
- G. News
- G. Scholar
- Persée
- Qwant
- (zh) Baidu
- (ru) Yandex
- (wd) trouver des œuvres sur Wikidata

Heru Budi Hartono, né le 13 décembre 1965 à Kolang, est un homme politique indonésien. Il est gouverneur de Jakarta depuis 2022.

## Biographie
Le 17 octobre 2022, il est nommé gouverneur par intérim de Jakarta en remplacement d'Anies Baswedan, démissionnaire.